# Wizards of the Coast
Wizards of the Coast (ofta kallat WotC eller Wizards) är ett amerikanskt spelföretag som huvudsakligen ger ut spel inom fantasy- och science fiction-genrerna.
Företaget startade som ett källarföretag som publicerade rollspel men gjorde under mitten av 1990-talet samlarkortspel populära med sitt framgångsrika kortspel Magic: The Gathering. I dag publicerar de brädspel, samlarkortspel och rollspel. De är ett dotterbolag till Hasbro.

## Historia
Wizards of the Coast grundades 1990 av Peter Adkison i utkanterna av Seattle i USA. De har fortfarande sitt huvudkontor i närliggande Renton. Ursprungligen publicerade företaget endast rollspel som tredje upplagan av Talislanta och deras egna The Primal Order. 
Under GenCon i augusti 1993 visade företaget upp Richard Garfields samlarkortspel Magic: The Gathering för första gången. Spelet rönte stora framgångar och medförde att företaget kunde flytta från källarlokalen till nya kontorslokaler.
Under 1994 expanderade Wizards sin produktlinje inom rollspel genom att köpa upp SLA Industries från Nightfall Games och Ars Magica från White Wolf, Inc. 1995 gav de ut rollspelet Everway men lade sedan ned sin rollspelsverksamhet på grund av kostnaderna och de dåliga inkomsterna för spelen. Två år senare, 1997, förvärvade de rollspelsföretaget TSR, Inc. som gav ut Dungeons & Dragons. Flera av TSR:s medarbetare omflyttades från Wisconsin till Renton och Wizards återanställde flertalet spelkonstruktörer som tidigare arbetat för TSR. Mellan 1997 och 1999 publicerade företaget flera kampanjböcker till Dungeons & Dragons (bland andra Planescape, Dark Sun och Spelljammer) som dock sålde dåligt. Störst fokus låg på produktlinjerna Greyhawk och Forgotten Realms.
Samma år som företaget förvärvade TSR beviljades de patent på samlarkortspel (U.S. Patent 5662332). I september 1999 förvärvades Wizards av spel- och leksaksjätten Hasbro. Under 1999 och ett par år framåt publicerade de det mycket framgångsrika kortspelet Pokémon Trading Card Game innan Nintendo tog tillbaka kontrollen.

## Spel och andra produkter

### Brädspel (producerade under varumärketAvalon Hill)
- Axis & Allies Revised och D-Day
- Betrayal at House on the Hill
- Filthy Rich
- Monsters Menace America
- Nexus Ops
- Risk 2210 A.D. och Risk Godstorm
- Robo Rally
- Vegas Showdown

### Samlarkortspel
- BattleTech Trading Card Game
- Codename: Kids Next Door
- Duel Masters Trading Card Game
- Dune
- Harry Potter Trading Card Game
- Hecatomb
- Magic: The Gathering
- MLB Showdown
- NBA Showdown
- Neopets Trading Card Game
- Netrunner
- NFL Showdown
- Pokémon Trading Card Game
- Star Wars: The Trading Card Game
- The Simpsons Trading Card Game
- Vampire: The Eternal Struggle (tidigare "Jyhad")
- Xiaolin Showdown Trading Card Game

### Figurspel
- Axis & Allies Miniatures
- Dreamblade
- Dungeons & Dragons Miniatures Game
- Star Wars Miniatures

### Rollspel
- Alternity (ges ej längre ut, förvärvades i uppköpet av TSR)
- Ars Magica (endast tredje upplagan)
- d20 Modern
- d20-systemet
- Dungeons & Dragons (förvärvades i uppköpet av TSR)
- Everway
- Marvel Super Heroes Adventure Game (förvärvades i uppköpet av TSR)
- Star Wars Roleplaying Game
- The Primal Order

Wizards of the Coast skapade koncepten till Open Game License som används av Open Gaming Foundation och d20-systemet.

### Fristående kortspel
- Alpha Blitz
- Guillotine
- Star Sisterz
- The Great Dalmuti och Corporate Shuffle

### Fantasyböcker
Wizards of the Coast publicerar flera fantasyserier som baseras på deras spel.
- Dragonlance
- Eberron
- Forgotten Realms
- Greyhawk
- Legend of the Five Rings
- Magic: The Gathering (sedan 1998)
- Planescape
- Ravenloft